# Mercedes del Carmen Guillén Vicente
Mercedes del Carmen Guillén Vicente (Tampico, Tamaulipas, 5 de junio de 1954) es una política mexicana, notaria pública de la ciudad de Tampico. 
Posee una licenciatura en Derecho, con maestría en Administración Pública. Fue diputada federal de representación proporcional por la Segunda Circunscripción del estado de Tamaulipas en la LXI Legislatura del Congreso de la Unión. 
Formó parte del Equipo de Transición del presidente electo de México, Enrique Peña Nieto como coordinadora de Agenda Legislativa;1 a partir del 5 de diciembre de 2012 fue nombrada subsecretaria de Población, Migración y Asuntos Religiosos de la SEGOB;2 cargo que desempeñó hasta el 5 de enero de 2015, al cual renunció para postularse como candidata del Partido Revolucionario Institucional por el Octavo Distrito Electoral Federal, con cabecera en Tampico Tamaulipas, candidatura que le fue ratificada en la sede nacional del PRI el 4 de marzo del mismo año y triunfó al obtener la mayoría de los votos en el proceso electoral federal del 7 de junio de 2015.
En 2021 fue candidata a la Presidencia Municipal de Tampico por el Partido Revolucionario Institucional.

## Educación y vida personal
Conocida también como Paloma Guillén. Es licenciada en Derecho por la Facultad de Derecho y Ciencias Sociales de la Universidad Autónoma de Tamaulipas donde obtuvo mención honorífica. Posteriormente cursó la Licenciatura en Economía en la Universidad del Golfo en Tampico, Tamaulipas. Realizó estudios de posgrado al especializarse y obtener el grado de maestra en Administración Pública por el Instituto de Estudios en Administración Pública en la Ciudad de México. Es hermana del hombre identificado por el gobierno mexicano como el "Subcomandante Marcos".

## Carrera profesional
De 1978 a 1980 fue juez menor en el Juzgado Segundo de Tampico. Durante 1987 y 1988 fue coordinadora estatal de la Comisión Federal Electoral en los estados de Baja California Sur y Nuevo León, así como asesora jurídica de la Comisión Estatal Electoral de Aguascalientes. Es la notaria pública número 245 desde 1986, lo que le ha permitido desempeñarse como notaria de la Comisión de la Regularización de la Tenencia de la Tierra y notaria del Instituto de Seguridad y Servicios Sociales de los Trabajadores del Estado. Es miembro del Colegio de Notarios del Sur de Tamaulipas.

## Actividad partidista
Es militante del Partido Revolucionario Institucional, dentro del cual ha desempeñado diferentes cargos: secretaria de Estudios Legislativos en la Confederación Nacional de Organizaciones Populares de Tamaulipas en 1984; secretaria de Divulgación Ideológica del Comité Directivo Estatal (CDE) del PRI en Tamaulipas de 1985 a 1986; secretaria de Elecciones del Comité Directivo Municipal (CDM) del PRI en Tampico; coordinadora del Organismo y Estructura Electoral del PRI en Tamaulipas, nombrada por el Comité Ejecutivo Nacional (CEN) del mismo partido; en 1992 fue coordinadora general de la Campaña de los Candidatos del PRI para gobernador del Estado, Diputados y Ayuntamientos en Tampico, así como delegada general del CEN del PRI en el estado de Puebla.
El 4 de septiembre de 2012, el presidente electo de México, Enrique Peña Nieto, la nombró coordinadora de Agenda Legislativa en el Equipo de Transición Presidencial.
Candidatura a la Presidencia Municipal de Tampico 2021
En 2021 fue candidata a la Presidencia Municipal de Tampico, quedando en tercer lugar, por debajo de Chucho Nader, candidato del  PAN, quien obtuvo la victoria, y Olga Sosa , candidata de la coalición Juntos Hacemos Historia, del partido Morena, y PT. 
Fue la una derrota contundente para el PRI en el municipio, quedando la primera vez en tercer lugar y no ser de los candidatos principales en la elección a la Alcaldía.

## Administración Pública Estatal
Se desempeñó como secretaria general de Gobierno del Estado de Tamaulipas de enero de 2002 a diciembre de 2004 durante la gestión de Tomás Yarrington.
Siendo gobernador Eugenio Hernández Flores, fungió como procuradora general de Justicia del Estado de Tamaulipas de enero de 2005 a julio de 2006. En agosto de 2006 fue nombrada directora general del Instituto para la Reforma Integral del Sistema de Seguridad Justicia de Estado de Tamaulipas, cargo que ostentó hasta agosto de 2007.

## Administración Pública Federal
En diciembre del 2012 es nombrada por Miguel Ángel Osorio Chong secretario de Gobernación de México como subsecretaria de Migración, Población y Asuntos Religiosos.

## Cargos de elección popular

### LII Legislatura de Tamaulipas
Diputada local por el XV Distrito Local de Tamaulipas en la LII Legislatura del Congreso del Estado de Tamaulipas del 1 de enero de 1984 al 31 de diciembre de 1986. En esta legislatura fue presidenta de las Comisiones de Legislación, Justicia e Instructora; secretaria de las Comisiones de Gobernación, Hacienda y Puntos Constitucionales. En 1986 fue presidenta de la Gran Comisión y Secretaria de la Mesa Directiva del H. Congreso del Estado de Tamaulipas.

### LVII Legislatura de Tamaulipas
Diputada local por el I Distrito Local de Tamaulipas en la LVII Legislatura del Congreso del Estado de Tamaulipas del 1 de enero de 1999 al 31 de diciembre de 2001. En dicha legislatura fue Presidenta de la Gran Comisión del H. Congreso del Estado de Tamaulipas.

### LXI legislatura del Congreso de la Unión
Diputada federal por representación proporcional de la Segunda Circunscripción del estado de Tamaulipas en la LXI Legislatura del Congreso de la Unión. En dicha legislatura formó parte de la Comisión de Justicia y las Comisiones Especial de Lucha contra la Trata de Personas y Especial para conocer y dar seguimiento puntual y exhaustivo a las acciones que han emprendido las autoridades competentes en relación con los feminicidios registrados en México. Además, fungió como secretaria de la Comisión de Justicia.

### Sexagésima Tercera Legislatura
Obtuvo la mayoría de los votos como candidata a diputada federal por el Octavo Distrito en Tamaulipas en el proceso electoral del 7 de junio de 2015 y recibió su constancia de mayoría para integrarse a partir del 1 de septiembre del mismo año, a la Cámara de Diputados como integrante de Sexagésima Tercera Legislatura